# Laura Martínez (judoczka)
Laura Martínez Abelenda (ur. 1 grudnia 1998) – hiszpańska judoczka. Olimpijka z Paryża 2024, gdzie zajęła piąte miejsce w wadze ekstralekkiej.
Brązowa medalistka mistrzostw świata w 2025, piąta w 2019, siódma w 2021; uczestniczka zawodów w 2018, 2022, 2023 i 2024. Startowała w Pucharze Świata w latach 2016-2019, 2022 i 2023. Trzecia na mistrzostwach Europy w 2023; piąta w 2020 i 2025. Siódma na igrzyskach europejskich w 2019. Druga na MŚ juniorek w 2017 i trzecia w 2018. Pierwsza na mistrzostwach kraju w 2016, 2017 i 2018; druga w 2021 roku.

## Letnie Igrzyska Olimpijskie 2024
| Konkurencja | Eliminacje              | Eliminacje             | Eliminacje                | Finały                           | Finały                 | Klas. końcowa |
| Konkurencja | Przeciwnik I            | Przeciwnik II          | 1/4                       | 1/2                              | o 3 miejsce            | Miejsce       |
| ----------- | ----------------------- | ---------------------- | ------------------------- | -------------------------------- | ---------------------- | ------------- |
| 48 kg       | Mary Dee Vargas (CHL) Z | Milica Nikolić (SRB) Z | Abiba Abużakynowa (KAZ) Z | Bawuudordżijn Baasanchüü (MGL) P | Shirine Boukli (FRA) P | 5.            |